# Gare d'Aix-la-Chapelle-Ouest
La gare d'Aix-la-Chapelle Ouest (Bahnhof Aachen West) est une gare à Aix-la-Chapelle située sur les lignes ferroviaires Aix-la-Chapelle - Mönchengladbach et Aix-la-Chapelle - Tongres (cette dernière, DB 2552 d'Aix-la-Chapelle-Ouest à Aix-la-Chapelle-Ouest-frontière et Infrabel 24 de Y Glons à Botzelaer-frontière, n'est utilisée que par des trains de marchandises).

## Service des voyageurs

### Desserte
Tous les trains régionaux s'arrêtent à cette gare, il est donc généralement desservi quatre fois par heure et par direction. 
| Ligne | Nom              | Route | Route | Route |
| ----- | ---------------- | --- | --- | ----- |
| RE 4  | Wupper-Express   | Dortmund Hbf - Hagen Hbf - Wuppertal Hbf - Düsseldorf Hbf - Neuss Hbf - Mönchengladbach Hbf - Erkelenz - Herzogenrat - Aachen West - Aachen Hbf                      | Dortmund Hbf - Hagen Hbf - Wuppertal Hbf - Düsseldorf Hbf - Neuss Hbf - Mönchengladbach Hbf - Erkelenz - Herzogenrat - Aachen West - Aachen Hbf                      |       |
| RE 18 | LIMAX            | (Train des trois pays) Aachen Hbf - Aachen West - Herzogenrat - Eygelshoven Markt - Landgraaf - Heerlen - Valkenburg - Meerssen - Maastricht                         | (Train des trois pays) Aachen Hbf - Aachen West - Herzogenrat - Eygelshoven Markt - Landgraaf - Heerlen - Valkenburg - Meerssen - Maastricht                         |       |
| RB 20 | Euregiobahn      | Heerlen / Alsdorf Poststraße - Herzogenrat - Aachen West - Aachen Hbf - Aachen-Rothe Erde - Stolberg (Rheinl) Hbf (couplé / découplé)                                | - Stolberg Altstadt |       |
| RB 20 | Euregiobahn      | Heerlen / Alsdorf Poststraße - Herzogenrat - Aachen West - Aachen Hbf - Aachen-Rothe Erde - Stolberg (Rheinl) Hbf (couplé / découplé)                                | - Eschweiler-Tal - Langerwehe (- Düren ) |       |
| RB 33 | Rhein-Niers-Bahn | Essen - Mülheim - Duisburg - Krefeld Hbf - Mönchengladbach Hbf - Erkelenz - Geilenkirchen - Übach-Palenberg - Herzogenrat - Aachen West - Aachen Schanz - Aachen Hbf | Essen - Mülheim - Duisburg - Krefeld Hbf - Mönchengladbach Hbf - Erkelenz - Geilenkirchen - Übach-Palenberg - Herzogenrat - Aachen West - Aachen Schanz - Aachen Hbf |       |